# Théorème de Engel
Le théorème de Engel porte sur la structure des algèbres de Lie. Sommairement, il affirme que les deux notions de nilpotence que l'on peut définir pour une algèbre de Lie coïncident.
Rappelons qu'une algèbre de Lie {\displaystyle {\mathfrak {g}}} est dite nilpotente si la suite définie par récurrence par {\displaystyle C_{i}} par {\displaystyle C_{0}={\mathfrak {g}}} et {\displaystyle C_{i+1}=[C_{i},{\mathfrak {g}}]} finit par arriver à 0, autrement dit s'il existe un i tel que {\displaystyle C_{i}=\{0\}}.
Rappelons également qu'un endomorphisme A d'un espace vectoriel est dit nilpotent s'il existe un entier n tel que An = 0.
Si {\displaystyle x\in {\mathfrak {g}}}, on note ad(x) l'endomorphisme de {\displaystyle {\mathfrak {g}}} défini par ad(x)(y) = [x, y]. On dit que x est ad-nilpotent si ad(x) est nilpotent. Il découle facilement de la définition que si {\displaystyle {\mathfrak {g}}} est une algèbre de Lie nilpotente, alors tout élément de {\displaystyle {\mathfrak {g}}} est ad-nilpotent.
Le théorème de Engel s'énonce alors comme suit :
Théorème — Si tous les éléments d'une algèbre de Lie {\displaystyle {\mathfrak {g}}} de dimension finie sont ad-nilpotents, alors {\displaystyle {\mathfrak {g}}} est nilpotente.
Ce théorème découle en fait du résultat de trigonalisation suivant, que certains auteurs appellent également théorème de Engel :
Théorème — Soient {\displaystyle V} un espace vectoriel de dimension finie et {\displaystyle {\mathfrak {g}}} une sous-algèbre de Lie de {\displaystyle {\mathfrak {gl}}(V)}. On suppose que tous les éléments de {\displaystyle {\mathfrak {g}}} sont nilpotents. Alors il existe une base de V dans laquelle tous les éléments de {\displaystyle {\mathfrak {g}}} sont des matrices triangulaires supérieures (strictes).